# Hypnum heseleri
Hypnum heseleri là một loài Rêu trong họ Hypnaceae. Loài này được Ando & Higuchi mô tả khoa học đầu tiên năm 1994.